# Бедердинов, Владимир Арифуллович
Владимир Арифуллович Бедердинов (10 апреля 1947, Вышний Волочёк, Калининская область, РСФСР, СССР — 28 января 2021, Сосновый Бор, Ленинградская область, Россия) — советский и российский флотоводец, контр-адмирал (6.05.1989), кандидат военных наук (1998). Участник подводного кругосветного перехода на АПЛ.

## Биография
Родился 10 апреля 1947 года в городе Вышний Волочёк, ныне Тверской области.
В 1949 году вместе с семьёй переехал в город Пустошка Псковской области, окончив среднюю школу в 1965 году, поступил в Военно-морское училище подводного плавания имени Ленинского Комсомола.
После окончания училища в 1970 году начал службу на Северном флоте в должности командира группы управления ракетной боевой части ракетного подводного крейсера стратегического назначения. В 1972 году за ликвидацию нештатной ситуации на инспекторской ракетной стрельбе под руководством Министра обороны СССР досрочно присвоено воинское звание капитан-лейтенант, после чего проходил службу в должностях командира ракетной боевой части и старшего помощника командира ракетного подводного крейсера стратегического назначения (РПКСН).
В 1976 году окончил Высшие специальные офицерские классы Военно-Морского Флота и был назначен старшим помощником командира РПКСН К-490 проекта 667Б Северного флота. В январе — апреле 1979 года, будучи старшим помощником командира РПКСН К-490 совместно с РПКСН К-455 под общим командованием контр-адмирала А. И. Павлова, совершил переход вокруг Земли строго в подводном положении, через пролив Дрейка на Камчатку, за что был награждён орденом Красного Знамени. В 1980 году назначен командиром РПКСН К-490 Тихоокеанского Флота. В начале 1982 года за выполнение инспекторской ракетной стрельбы под руководством Министра обороны СССР экипаж награждён Вымпелом Министра обороны «За мужество и воинскую доблесть». Экипаж крейсера занял первое место на флоте, а Бедердинов был объявлен лучшим командиром РПКСН Тихоокеанского Флота. В апреле 1982 года экипаж успешно выполнил ракетную стрельбу с проламыванием льда (около 2 метров).
В 1983—1985 годах проходил обучение в Военно-морской академии, которую окончил с отличием. В 1987 году был назначен командиром 25-й дивизии подводных лодок Тихоокеанского Флота. Под его командованием дивизия завоевала звание лучшего соединения Вооружённых Сил СССР.
В 1989 году было присвоено воинское звание контр-адмирал, направлен на учёбу в Военную академию Генерального штаба ВС СССР. 16 августа 1990 года назначен начальником 270-го Учебного Центра ВМФ в городе Сосновый Бор. Находясь на этой должности, разработал концепцию построения Берегового Тренировочного комплекса, которая была принята бюро проектного института «Малахит». В 1998 году концепция была защищена в рамках диссертации на соискание учёной степени кандидата военных наук. Со временем Бедердинов стал признанным специалистом в области тренажёростроения, был избран профессором и членом-корреспондентом Академии военных наук, действительным членом Международной Академии Наук Экологии и Безопасности человека.
В 2003 году контр-адмирал уволен в запас.
В марте 2008 года за значительный вклад в создание и развитие Учебного центра ВМФ в городе Сосновый Бор, большую работу по научному обоснованию принципов построения тренажерной базы и подготовки специалистов Учебного Центра ВМФ, мужество и героизм, проявленные при выполнении служебного долга по защите Отечества, Совет депутатов Сосновоборского городского округа принял решение о занесении контр-адмирала запаса Бедердинова в Книгу Славы города Сосновый Бор. В 2015 году был избран в состав Общественной палаты Сосновоборского городского округа.
Умер 28 января 2021 года, похоронен на Серафимовском кладбище рядом с моряками, погибшими на подлодке «Курск» и глубоководной станции АС-31.

## Награды и почётные звания
- орден Мужества[3]
- орден Красного Знамени (24.07.1979)[3]
- медали СССР и РФ[3]
- Почётный гражданин города Сосновый Бор[3]

## Семья
- Дочь Ольга (1969)
- Сын Владимир (1977)
- Племянница Наталья Воскресенская — депутат Совета депутатов Сосновоборского городского округа Ленинградской области, была замужем за Героем Российской Федерации А. В. Воскресенским.

## Память
- 19 марта 2022 года в Сосновом Бору на главном здании учебного центра ВУНЦ ВМФ «Военно-морская академия» открыта мемориальная доска[6].